# Жълтоклюн биволски скорец
Жълтоклюн биволски скорец (Buphagus africanus) е вид птица от семейство Buphagidae. Видът е незастрашен от изчезване.

## Разпространение
Разпространен е в Ангола, Бенин, Ботсвана, Буркина Фасо, Бурунди, Камерун, Централноафриканска република, Чад, Демократична република Конго, Република Конго, Кот д'Ивоар, Еритрея, Етиопия, Габон, Гамбия, Гана, Гвинея, Гвинея-Бисау, Кения, Малави, Мали, Мавритания, Мозамбик, Намибия, Нигер, Нигерия, Руанда, Сенегал, Сиера Леоне, Южна Африка, Южен Судан, Танзания, Того, Уганда, Замбия и Зимбабве.